# Jesús Guajardo
Jesús María Guajardo Martínez (Candela, Coahuila; 29 de agosto de 1892-Monterrey, Nuevo León; 17 de julio de 1920) fue un militar mexicano que participó en la Revolución mexicana.
Hijo de José Juan Guajardo Tijerina y María Martínez Barreda, en 1913 se unió al Ejército Constitucionalista ante la usurpación presidencial del general Victoriano Huerta.

## Asesinato de Emiliano Zapata
Fue hijo de José Juan Guajardo Tijerina y María Martínez Barreda. Su abuelo había dado muerte a traición a un famoso bandido apellidado Villegas “El Endiablado”, cuyas hazañas se consignaban en los anales del bandolerismo de la época porfirista. El 8 de abril de 1919, siendo coronel y bajo las órdenes de su superior, el constitucionalista Pablo González, se dirigió al estado de Morelos para fingir una alianza incondicional con el Ejército Libertador del Sur comandado por el jefe sureño Emiliano Zapata, quien antes de aceptar sus servicios, le exigió una prueba de fidelidad y le encomendó la misión de aprehender y pasar por las armas a cincuenta efectivos del general Victorino Bárcenas, quienes años atrás lo traicionaron al sumarse al Ejército Constitucionalista. 
Guajardo, le comunicó a Pablo González la condición del Caudillo de Sur y este enseguida buscó el aval del entonces presidente Venustiano Carranza quien inmediatamente dio su autorización. 
Cumplida la misión, y después de ser cordialmente recibido por los zapatistas, el día 9 de abril de 1919, Zapata le comisionó el ataque y toma de la plaza principal de Jonacatepec, misión que cumplió de manera perfecta. 
El 10 de abril de 1919, Guajardo citó a Zapata en la hacienda de Chinameca para hacerle entrega de cinco mil cartuchos. A las 10:00 horas se encontraron en el lugar para discutir planes de futuras campañas, sin embargo, se escucharon falsos rumores del acercamiento de las fuerzas del ejército Federal. Zapata se replegó con su escolta en el cerro de la piedra encimada, empero, horas después descubrió que se trató de una falsa alarma.
A las 14:00 horas y ante la insistencia de Jesús Guajardo, quien conferenciaba con  el capitán Ignacio Castillo y el General Feliciano Palacios, Zapata descendió del cerro y se dirigió a caballo hacia la hacienda con una escolta de diez efectivos. Al entrar, los hombres de Guajardo tocaron el clarín tres veces haciendo llamada de honor y al apagarse la última nota, abrieron fuego contra el Jefe Sureño cayendo muerto en el umbral del lugar. El pequeño ejército zapatista, que se encontraba afuera descansando, también fue atacado y ante el desconcierto salieron huyendo. 
Guajardo montó en un caballo el cadáver de Zapata para llevárselo y mostrarlo a su jefe Pablo González como prueba de haber cumplido sus órdenes y posteriormente exhibirlo durante un día frente al ayuntamiento de Cuautla. 
Días después Guajardo reportó un número aproximado de 30 víctimas (entre heridos y muertos).
Luego de cumplir con la lúgubre encomienda, el presidente Venustiano Carranza lo condecoró con el ascenso a general de división, a petición del general Pablo González, así como un premio en metálico de 50 mil pesos en monedas de plata por haber cumplido satisfactoriamente la difícil comisión que le fue conferida. En la capital del país, Guajardo era alabado constantemente por los periodistas, que durante años habían calumniado a Zapata. Se dice que en un determinado momento declaró ante la prensa que si el Primer Jefe lo autorizaba iría al norte a matar a Pancho Villa, lo cual nunca pensó en llevar a cabo.

## Muerte
El 2 de julio de 1920 se levantó en armas contra el presidente Adolfo de la Huerta en Torreón, sin embargo fue fácilmente derrotado por el general Eugenio Martínez. Después se refugió en Monterrey donde fue aprehendido y fusilado el 17 de julio de 1920. Su muerte fue bien recibida por los zapatistas aliados al gobierno de De la Huerta, porque de este modo vengaba la muerte de su jefe.

## En la cultura popular
En la película Emiliano Zapata de Antonio Aguilar fue interpretado por el actor Enrique Lucero, en la película Lucio Vázquez fue interpretado por el actor Jorge Russek, en la telenovela Senda de gloria por el actor Rodolfo Solís, en la película Zapata, el sueño del héroe de Alejandro Fernández por el actor Julio Bracho Castillo, y en la serie El encanto del águila por el actor Pascasio López.